# Formiguer plumbi
El formiguer plumbi (Myrmelastes hyperythrus) és una espècie d'ocell de la família dels tamnofílids (Thamnophilidae).

## Hàbitat i distribució
Habita el sotabosc de la selva pluvial de les terres baixes fins als 500 m, del sud-est de Colòmbia, est de l'Equador, est del Perú, nord de Bolívia i sud-oest del Brasil amazònic.

## Taxonomia
Aquesta espècie, va ser ubicada al gènere Myrmeciza, però amb la revisió d'aquest gènere, feta a principis del present segle, va ser ubicada al nou gènere Myrmelastes.